# Ловелл, Бернард
Сэр Альфред Чарлз Бернард Ловелл (англ. Alfred Charles Bernard Lovell; 31 августа 1913, Олдлэнд-Коммон — 6 августа 2012) — английский астроном.

## Биография
Родился в Олдлэнд-Коммон (Южный Глостершир), в 1934 году окончил Бристольский университет.
В 1936—1939 годах преподавал физику в Манчестерском университете.
В 1939—1945 годах — сотрудник TRE.
В 1945—1981 работал в Манчестерском университете, с 1951 — профессор астрономии и директор Экспериментальной станции Джодрелл-Бэнк этого университета (позже — Наффилдская радиоастрономическая лаборатория, ныне - обсерватория Джодрелл-Бэнк). Был инициатором создания этой радиоастрономической обсерватории, крупнейшей в своё время в мире; в 1945−1980 — её директор. Возглавил строительство основных инструментов этой обсерватории, крупнейший из которых — 76-метровый подвижный параболоид — вступил в строй в 1957 году.

### «Покушение КГБ»
Летом 1963 года Ловелл получил от президента Академии наук СССР Мстислава Келдыша приглашение посетить институты в Москве и обсерваторию в Крыму. Ловелл принял приглашение, а его военные кураторы не стали препятствовать этому. Во вторник 25 июня 1963 года Ловелл прибыл в Шереметьево. На следующий день его принял президент Академии М. Келдыш, далее в тот же день он должен был лететь в Евпаторию, в Центр дальней космической связи, где работал и крупнейший советский радиотехнический комплекс дальней космической связи. Там Ловелл в дневнике написал, что был поражен мощностью оборудования. Но несколько эпизодов приёма (просьба о содействии И. Шкловскому, предложение перебраться в СССР) его озадачили и насторожили. Через несколько дней после возвращения в Британию Ловелл заболел, без явных симптомов, но учёный чувствовал себя разбитым и подавленным. Недомогание прошло только через месяц, внезапно. Двадцать лет спустя Ловелл публично заявил, что в Крыму советские спецслужбы при помощи неизвестной технологии пытались стереть ему память, не исключалось, что и излучением антенны радиотелескопа. Ловелл вспомнил, что встретившая в Москве жена его сначала не узнала, настолько он выглядел изможденным. На фоне продолжающейся холодной войны эта версия казалась правдоподобной и была принята прессой на ура, хотя технологии, способные стирать память, были неизвестны. Бернард Ловелл приобрёл репутацию ученого, которому советские чекисты пытались промыть мозги. И ещё позже, лишь в 2009 году Ловелл сообщил о покушении на него, якобы имевшем место во время посещения им Евпатории. КГБ якобы пытался убить его, облучив мощным сигналом одной из антенн центра. Ловелл написал полный отчёт о инциденте, который должен был быть опубликован лишь после его смерти. 

## Достижения
Основные труды в области исследований метеоров и нестационарных звезд радиоастрономическими методами. Рассмотрел ряд теоретических вопросов, связанных с радиолокацией метеорных следов, и разработал методы определения скоростей метеоров и физических условий в их ионизованных следах. Осуществил большое количество экспериментов по радиолокации метеоров. Обнаружил в 1958 радиоизлучение вспышек звезд типа UV Кита. Организовал международные одновременные оптические и радионаблюдения этих объектов; определил характеристики их радиоизлучения, нашел, что отношение энергии, генерируемой в радиодиапазоне, к оптической энергии у вспыхивающих звезд примерно в 1000 раз больше, чем у Солнца во время хромосферных вспышек. Руководимая им обсерватория Джодрелл-Бэнк активно участвовала в слежении за космическими аппаратами (в том числе советскими), а также в международных радиоинтерферометрических наблюдениях со сверхдлинными базами (в частности, в сотрудничестве с советскими радиоастрономическими обсерваториями). Автор монографии «Метеорная астрономия» (1954, рус. пер. 1958).

## Регалии и награды
Член Лондонского королевского общества (1955), почетный член Американской академии искусств и наук (1955), Нью-Йоркской АН (1960), Шведской королевской АН (1962), президент Королевского астрономического общества (1969—1971), вице-президент Международного астрономического союза (1970—1976).
Королевская медаль Лондонского королевского общества (1960), медаль Д. и Ф. Гуггенхеймов Международной федерации астронавтики (1961), Золотая медаль Королевского астрономического общества (1981). Личное рыцарство (1961).

## Публикации
- Lovell, Bernard. Radio astronomy. — Chapman & Hall, 1952.
- Lovell, Bernard. Meteor astronomy (International series of monographs on physics) (англ.). — Clarendon P, 1954.
- Lovell, Bernard. The Individual and the Universe (англ.). — Oxford University Press, 1959.
- Lovell, Bernard. The exploration of outer space (англ.). — Oxford University Press, 1962. — ISBN 0-19-217618-8 (hardcover).
- Lovell, Bernard. Exploration of Space by Radio. — Chap. & H, 1962. — ISBN 0-412-06020-5 (hardcover).
- Lovell, Bernard. Discovering the universe. — Benn, 1963.
- Lovell, Bernard; T. Margerison (editors). Explosion of Science: Physical Universe. — Thames & Hudson Ltd, 1967. — ISBN 0-500-01038-2 (hardback).
- Lovell, Bernard. Our Present Knowledge of the Universe. — Manchester University Press, 1967. — ISBN 0-7190-0314-8 (hardback) ISBN 0-7190-0313-X (paperback).
- Lovell, Bernard. The explosion of science: The physical universe (англ.). — Thames & Hudson[англ.], 1967.
- Lovell, Bernard. Story of Jodrell Bank (англ.). — Oxford University Press, 1968. — ISBN 0-19-217619-6 (hardback).
- Lovell, Bernard (Editor). Royal Institution Library of Science: Discourses, 1851-1939: Astronomy (англ.). — Elsevier, 1970. — ISBN 0-444-20102-5 (hardback).
- Lovell, Bernard. The Origins and International Economics of Space Exploration (англ.). — John Wiley & Sons, 1973. — ISBN 0-85224-256-5 (hardback) ISBN 0-470-54851-7.
- Lovell, Bernard. Out of the Zenith: Jodrell Bank, 1957-70 (англ.). — Oxford University Press, 1973. — ISBN 0-19-217624-2 (hardback).
- Lovell, Bernard. Man's Relation to the Universe. — W. H. Freeman & Co Ltd, 1975. — ISBN 0-7167-0356-4 (hardback).
- Lovell, Bernard. P.M.S.Blackett: A Biographical Memoir. — Royal Society, 1976. — ISBN 0-85403-077-8 (hardback).
- Lovell, Bernard. In the Centre of Immensities. — Hutchinson, 1979. — ISBN 0-09-136780-8 (hardback) ISBN 0-586-08362-6 (paperback).
- Lovell, Bernard. Emerging Cosmology: Convergence. — Greenwood Press, 1980. — ISBN 1-58348-113-3 (paperback reprint) ISBN 0-03-001009-8 (paperback) ISBN 0-275-91790-8 (paperback) ISBN 0-448-15517-6 (hardback) ISBN 0-231-05304-5 (hardback).
- Lovell, Bernard. The Jodrell Bank Telescopes (англ.). — Oxford University Press, 1985. — ISBN 0-19-858178-5 (hardback).
- Lovell, Bernard. Voice of the Universe: Building the Jodrell Bank Telescope (англ.). — Greenwood Press, 1987. — ISBN 0-275-92678-8 (hardback) ISBN 0-275-92679-6 (paperback).
- Lovell, Bernard; Francis Graham-Smith. Pathways to the Universe. — Cambridge University Press, 1988. — ISBN 0-521-32004-6 (hardcover).
- Lovell, Bernard. Astronomer by Chance. — Basic Books, 1990. — ISBN 0-465-00512-8 (hardback) ISBN 0-19-282949-1 (paperback) ISBN 0-333-55195-8 (hardback reprint).
- Lovell, Bernard. Echoes of War: The Story of H2S Radar[англ.] (англ.). — Adam Hilger, 1991. — ISBN 0-85274-317-3 (hardback).
- Lovell, Bernard; Guy Hartcup. The Effect of Science on the Second World War (англ.). — Palgrave Macmillan, 2000. — ISBN 0-333-67061-2 (hardback) ISBN 1-4039-0643-2 (paperback).